# Stanza dei registri
La stanza dei registri è una biblioteca che secondo alcuni sarebbe sepolta sotto la sfinge di Giza, nella necropoli di Giza, in Egitto. Ospiterebbe rotoli di papiro contenenti tutta la conoscenza egizia, e la storia completa del perduto continente di Atlantide.

## Indagini archeologiche
Alla fine degli anni settanta, grazie al contributo finanziario della Fondazione Edgar Cayce, furono effettuate delle ricerche per misurare la resistività del terreno intorno alla Sfinge. Il risultato mostrò che davanti al monumento e nelle zampe posteriori risultavano delle anomalie, che potevano essere causate da cavità sotterranee. Le trivellazioni non rivelarono però cavità artificiali e le anomalie furono spiegate come causa naturale della pietra calcarea utilizzata.
All'inizio degli anni novanta furono effettuate ulteriori indagini condotte dal dott. Zahi Hawass, Segretario generale del Consiglio supremo delle antichità egizie, al fine di valutare ogni potenziale criticità nella base su cui poggia il monumento e che potrebbe danneggiarne la stabilità.
Durante tali indagini non furono localizzate camere nascoste, con l'eccezione di un ipotetico passaggio nell'angolo nord-ovest della rampa; secondo ulteriori analisi, riconducibile ad una fessurazione naturale.

## Ipotesi pseudoscientifiche
Il mito della stanza dei registri è una delle più famose teorie alternative che riguardano l'Antico Egitto. La locuzione "Hall of Records" (Stanza dei registri) fu coniata dal sensitivo Edgar Cayce, il quale si ricollegava alle antiche ipotesi che sotto la sfinge vi fossero cavità sotterranee. Già nel Naturalis historia, Plinio il Vecchio afferma che gli Egizi sono convinti che vi sia sepolto un re, Harmais.
Edgar Cayce, conosciuto anche come Profeta Dormiente, attirò verso di sé moltissimi seguaci, che credevano nei suoi poteri mistici, tra cui quello di rivivere vite passate attraverso i sogni. Uno di questi lo portò in Egitto nel 10500 a.C., dove vide i sopravvissuti di Atlantide costruire la Grande Piramide e la Sfinge. Secondo il Profeta Dormiente le prove della sua teoria erano da ricercare nelle camere nascoste all'interno della piramide e della Sfinge stessa, tra cui la Stanza dei registri, che sarebbero state riscoperte alla fine del XX secolo, prima del grande cataclisma.
Graham Hancock e Robert Bauval affermano nel libro Message of the Sphinx del 1997 che archeologi statunitensi e governo egiziano hanno bloccato lo studio della sfinge, compresi i tentativi di localizzare cavità sotterranee. In seguito Bauval scrisse Secret Chamber nel 1999. Secondo la ricerca di Bauval, le Antichità Egizie permisero ad una squadra statunitense di cercare la stanza dei registri sotto la sfinge. È stato ipotizzato che esistano tre passaggi attorno alla sfinge, due di origine sconosciuta ed uno che si crede essere un piccolo vicolo cieco scavato dietro la testa e risalente al XIX secolo.
Sono state proposte teorie alternative sull'origine della stanza, tra cui il fatto che non fosse completamente opera degli antichi Egizi ma di un'altra società (da popoli preistorici ad avanzate razze aliene). Secondo queste teorie, questa società avrebbe sigillato la stanza con i rotoli contenenti la loro conoscenza attorno al 10 500 a.C., ultimo periodo di tempo nel quale la costellazione del leone si trovava tra le zampe della sfinge al momento di sorgere nel cielo notturno.
Lo studio e la ricerca della stanza sono considerati pseudoarcheologia.

## La stanza nella fiction
Stel Pavlou pone la Stanza dei Registri sotto la sfinge nel suo romanzo d'avventura Il codice di Atlantide, scritto nel 2001.